# Abdullah Al-Waked
Abdullah Al-Waked Al-Shahrani (arab. عبد الله الواكد الشهراني; ur. 29 września 1975 roku) – saudyjski piłkarz występujący na pozycji pomocnika. Obecnie gra w An-Nassr.

## Kariera klubowa
Abdullah Al-Waked Al-Shahrani zawodową karierę rozpoczynał w 1998 roku w Asz-Szabab Rijad. W debiutanckim sezonie zajął z nim czwarte miejsce w saudyjskiej ekstraklasie. Jego największym osiągnięciem było uplasowanie się w ligowej tabeli na najniższym stopniu podium w sezonie 1999/2000. Latem 2002 roku Al-Waked został wypożyczony do Al-Ahli Dżudda. W kolejnych rozgrywkach saudyjski piłkarz podpisał kontrakt z Ittihad FC, z którym w 2004 roku sięgnął po mistrzostwo kraju. Barwy tego klubu Al-Waked reprezentował łącznie przez cztery sezony. W letnim okienku transferowym w 2007 roku przeniósł się do An-Nassr.

## Kariera reprezentacyjna
W 2002 roku Nasser Al-Johar powołał Al-Wakeda do 23-osobowej kadry reprezentacji Arabii Saudyjskiej na Mistrzostwa Świata. Na boiskach Korei Południowej i Japonii Saudyjczycy nie zdobyli ani jednego punktu i odpadli już w rundzie grupowej. Na turnieju tym Al-Waked wystąpił w dwóch spotkaniach – rozegrał pełne 90 minut w pojedynkach przeciwko Niemcom (0:8) oraz Kamerunowi (0:1). Spotkanie z Irlandią (0:3) Al-Waked przesiedział na ławce rezerwowych. Dla drużyny narodowej zaliczył łącznie 47 występów i zdobył cztery bramki.